# Parafia Kościoła Katolickiego Mariawitów w Zgierzu
Parafia Matki Boskiej Nieustającej Pomocy – parafia mariawicka w Zgierzu, w kustodii płockiej Kościoła Katolickiego Mariawitów w RP.
Ostatnim proboszczem parafii była siostra kapłanka Walentyna Maria Bożenna Chabowska, dojeżdżająca z Łowicza (zm. 2024).
Parafia powstała w 1935, w wyniku rozłamu w mariawityzmie (w Zgierzu działa też parafia Kościoła Starokatolickiego Mariawitów). Adoracja ubłagania odprawiana jest 8. dnia każdego miesiąca.
Parafia użytkuje (wspólnie z parafią Kościoła Starokatolickiego Mariawitów) miejscowy cmentarz mariawicki.